# 许大中
许大中（1929年10月31日—2019年12月14日），男，浙江绍兴人，中国电机专家，曾任浙江大学教授、博士生导师，中国电工技术学会常务理事。